# 長谷川路可
長谷川 路可（はせがわ ろか、1897年7月9日 - 1967年7月3日）は、大正・昭和にかけて国内外で活躍した日本画家・フレスコ画家。カトリック美術家として、おもにキリスト教黎明期の日本のキリシタンを題材にした日本画による宗教画制作に取り組むとともに、日本のフレスコ・モザイクのパイオニアとして旧国立競技場などの公共施設に多くの壁画作品を制作する。また、文化服装学院をはじめ、いくつかの教育機関で服飾史を講じた。本名は龍三。

## 生涯
＜暁星学校〜東京美術学校時代＞
- 1897年7月9日 - 東京府に生まれる。本名・龍三。父=杉村清吉  母=たか
- 1904年 - 暁星小学校（東京・麹町）に入学し寄宿舎に入る。
- 1907年 - 両親の協議離婚により母方に入籍。長谷川姓になり、帰省先の神奈川県鵠沼には叔母ゑいの経営する東屋旅館があり、画家・岸田劉生のほか多くの文人を知る。
- 1910年 - 暁星中学校に進学。
- 1913年 - 暁星中学校在学中、夕刻から洋画家黒田清輝の研究所に通う。
- 1914年 - 北海道北斗市のトラピスト修道院で夏を過ごし同宿の詩人・三木露風との交友が始まる。12月13日 - 暁星学校にてハンベルクロード神父により受洗しカトリックに入信。洗礼名：ルカ。（雅号の路可はこの洗礼名に因む）
- 1915年 - 暁星中学校を卒業。暁星の寄宿舎の屋根裏部屋で浪人生活を送りながら、渡邊華石に師事し南画を習得。第二回院展に入選《工場の裏》（水彩）(*1)
- 1916年 - 東京美術学校（現・東京芸術大学）日本画科に入学。松岡映丘に師事。第三回院展入選《石山（朝鮮スケッチ）》（水彩）
- 1920年 - 第二回帝展に入選《エロニモ次郎祐信》（日本画）。三木露風に《聖ドミニコ像》を贈る。（現在、三鷹市蔵）

＜パリ・ヨーロッパ遊学時代＞
- 1921年 - 東京美術学校日本画科を卒業。卒業制作《流さるる教徒》（日本画）（現、東京藝術大学蔵）。≪自画像≫（油彩）を制作（現在、藤沢市蔵）
- 5月、パリ・ヨーロッパへ遊学。欧州航路・賀茂丸の船中で徳川義親侯爵と知り合い、以降親交を深める。

パリに住みシャルル・ゲランの門下として西洋画を修得、肖像画を専攻。
- 1922年〜1923年 - アンデパンダン展《サーカスの女》（油彩）、サロン・ナショナル展《靴下をはく女》（油彩）（遺族蔵）、サロン・ドートンヌ展《香壺》（油彩）（プラハ国立美術館所蔵）、《或る朝》（油彩）（多摩美術大学所蔵）、《ブルターニュ農夫の家族》（油彩）（リール美術館所蔵）と相次いで入選。

- 1924年 - 松本亦太郎東京帝國大学教授、澤村専太郎京都帝國大学助教授、結城素明東京美術学校教授らから西域壁画の日本画による模写を依頼される。

7月から大英博物館（ロンドン）、フェルケルクンデ（民族学）博術館（ベルリン）の西域壁画を模写。
- 1925年 - 5月まで フランスのルーヴル美術館（パリ）とギメ東洋美術館（パリ）における模写。続いて再びドイツとイギリスで摸写。パリで開催された現代産業装飾芸術国際博覧会（通称・アール・デコ博）の日本館の展示に参与する。

ブリュッセル文化美術博覧会の日本美術館建設と陳列に参与し、シュバリエ・レオポール2世勲章を受ける。ベルリンの日本美術展開催に小室翆雲代表と参与。

•1926年 - 2月、摸写作業の大方が完了しパリに戻る。「南仏海岸風景」（日本画）を制作。（現在、藤沢市蔵）
ポール・アルベール・ボードワンが主宰する国立高等美術学校のフレスコ研究所（フォンテーヌブロー研究所）でフレスコ画の技法を学ぶ。
また、西域壁画の模写の業績が評価され、サロン・ドートンヌ会員に推挙される。
＜鵠沼時代＞
- 1927年 - 香取丸で帰国し、藤沢市鵠沼の旧居に住み、アトリエを構える。同年、第7回新興大和絵会展にフレスコ画《アンレブマン・エウロペ》などを出品。

カトリック長崎司教区のヤヌアリオ早坂久之助師が日本人として初めて司教へ叙階されたことを表慶して《切支丹曼荼羅》（日本画）（バチカン宣教民族美術館所蔵）を教皇ピオ11世に奉献。
- 1928年 1月15日 - 菊池登茂と結婚。同年、後にカトリック喜多見教会となる狛江の伊東家聖堂（東京）に日本で最初のフレスコ壁画《聖母子・教会の復活と聖ミカエル・殉教者と聖ザビエル》（新設されたカトリック喜多見教会へ移設された後、現在、大和市聖セシリア学園・八角堂に移設）ならびに《天地創造》（建物の解体にともない遺失）を制作する。

11月3日 - 長女・百世、誕生。
黒澤武之輔、木村圭三、佐々木松次郎、近藤啓二、小倉和一郎らと「カトリック美術協会」を結成。(*2)

- 1929年 - 国民新聞に連載の小説家・大佛次郎『からす組』の挿絵を担当。大和学園高等女学校（現・聖セシリア女子中学校・高等学校）で図画を担当する。
- 1930年 - ローマで開催された日本美術展覧会に横山大観、松岡映丘、平福百穂などの随員として派遣、カヴァリエーレ・コローナ・デ・イタリア勲章を受賞。

この期に教皇ピウス11世に拝謁、欧州各地を周り映丘と共にアメリカ、ハワイ経由で帰国。
銀座・資生堂ギャラリーで周遊スケッチ展を挙行。《HYDE PARK LONDON》（日本画）《ナイアガラ瀑布展望》（日本画）などを発表。
- 1931年 - 「新興大和絵会」解散。

早稲田大学で講演。理工学部建築学科の研究室の壁にフレスコ画《アフロディーテ》を描く。壁は塗り込められたが再発見され、修復後、現在は早稲田大学文学部に展示。
- 1932年 - 第一回カトリック美術協会展（於、上智大学）に《街を往く教徒》（日本画）、《細川ガラシア夫人像》（日本画）、《ある殉教者》（日本画）、≪オスチアの夜≫（日本画）、≪ノートル・ダム・ド・パリ≫（日本画）などを出品。ジャワ、バリ島など南方の島々を廻る。8月1日 - 次女・百合子、誕生。

- 1933年 - 第二回カトリック美術協会展（於、上智大学）に≪曳かれ行く教徒≫（日本画）などを出品。　　　　　　徳川義親候邸（東京・目白）玄関ホール、食堂壁面に《狩猟図》《静物》などのフレスコ画を制作。（一部がストラッポされ、遺族蔵）
- 1935年 - 徳川生物学研究所（現・徳川黎明会本部）（東京・目白）玄関ホールに天井画（板絵）を制作。

台湾各地を廻り、台北教育会館にて個展。4月16日 三女・清子、誕生。松岡映丘を中心とする「国画院」結成に参加。
＜目白時代＞
- 1937年 - 文化服装学院に出講し、服装美学・服装史を担当。鵠沼から前年にアトリエを建設した東京・目白へ転居。
- 1938年 - 狩野光雅、遠藤教三と「第一回三人展」を開催。《楢橋夫人の像》（日本画）、《聴く人》（日本画）などを出品。

尾張徳川家納骨堂（愛知県瀬戸市定光寺）にフレスコ壁画制作
- 1939年 - カトリック片瀬教会献堂。内部装飾および《ルルドの聖母》《エジプト避行》《十字架の道行き》（日本画）等を制作。

日本大学専門部芸術科（現・芸術学部）へ出講。日本画、フレスコ画を担当。共立女子専門学校（現・共立女子大学）に出講。東京・白金台の藤山工業図書館にフレスコ壁画《啓示と創造》《科学と芸術》を、助手瀬島好正氏と制作。（建物の解体とともに遺失）
- 1940年 - 東京家政専門学校（現・東京家政学院大学）に出講。服飾史を担当。11月22日 - 妻・登茂、東京市療養所にて結核で死去（享年34歳）。死去の数日前のデッサン≪登茂子像≫（遺族蔵）が残っている。
- 1941年 - 《三人展》を《翔鳥会》と改称。《天国と地獄》（日本画）《肖像》（日本画）などを出品。日本大学江古田キャンパス講堂にフレスコ画を制作。（題名等不明、建物消失とともに遺失）

フレスコ専攻の日大の学生達と「日本フレスコ画協会展」を銀座・日動画廊で開催。
- 1942年9月11日 - 金子ヨシノと結婚
- 1944年8月24日 - 長男・巌、誕生
- 1945年 - 山形の妻の実家に疎開
- 1946年 - 文化服装学院へ出講（再任）。11月 恵泉女学園高等部に出講。服飾史を担当
- 1948年 2月13日 - 次男・路夫、誕生
- 1949年 - 鹿児島カテドラル・ザビエル記念聖堂に《臨終の聖フランシスコ・ザビエル》（日本画）《聖ザビエル日本布教図》（日本画）などを制作。第十回カトリック美術協会展に≪受胎告知≫≪細川ガラシア≫≪長崎のアンジェラス≫を出品。この作品は翌年、バチカンが主催しローマ市ヴィア・ナチオナーレで開催された「宣教美術展」(ESPOSIZIONE D'ARTE MISSIONARIA)に出展する。
- 1950年 - 徳川義親候を初代学長とする文化女子短期大学（現・文化学園大学短期大学部）の教授に就任。11月15日 - 聖年に際し横浜からフランス船マルセイエーズ号でイタリアに向かう。（*3)

＜チヴィタヴェッキア時代＞
- 1951年 - 教皇ピウス12世に拝謁、《切支丹絵巻》（日本画）を献呈。金山政英在バチカン代理公使宅で下絵を制作し、日本聖殉教者教会（チヴィタヴェッキア市）の壁画制作に着手。

- 1954年 10月10日 - 祭壇画と天井画の完成を受けて、バチカンのチェルソ・コスタンティーニ枢機卿をはじめ数多くの教会関係者、カトリック国の大使夫妻、チヴィタヴェッキアのレナート・プッチ市長らを招いた壁画完成の祝別式が行われ、フランシスコ会から「ビアン・フェザンス」（傑出した後援者）の称号を与えられるとともに、チヴィタヴェッキア市名誉市民に推挙される。

日伊合作映画『マダム=バタフライ』のタイトルバックを描く。
- 1955年 - 後援者・石橋正二郎氏の依頼により、バチカン美術館所蔵のポンペイ発掘の壁画《アルドブランディーニ家婚礼図》や、ルネサンス期の洋画を模写する。現在はアーティゾン美術館が所蔵。

教皇庁立ウルバニアーナ大学（ローマ）神学部礼拝堂に、聖フランシスコ・ザビエルの生涯を描くフレスコ壁画の連作：《リスボンでの乗船》《聖イグナチオ・ロヨラとのパリ時代》《インドでの説教》《日本での僧侶への洗礼》《中国・上中島での臨終》  を制作。
- 1957年 - 8月、日本聖殉教者教会の側廊の小祭壇画、《聖ペテロと聖パウロ》《聖ヨゼフ》《アッシジの聖フランチェスコ》《聖処女マリアの像》《みこころのキリスト像》《パドヴァのアントニオ》六点を完成させて帰国。

文化女子短期大学へ復職。壁画資料・滞伊中のスケッチ等を積んだ英国船シロン号がスエズ運河で沈没。
＜壁画集団「F・M」の時代＞
- 1958年 - 武蔵野美術学校（現・武蔵野美術大学）本科芸能デザイン科講師として出講する。

昭和女子大学短期大学部、日本女子大学へ出講し、服装史を担当。岩国市旧本庁舎にモザイク壁画《繁栄》制作。
（市庁舎改築に伴い、作品の一部を近くの公園へ移設。）
11月、ブリヂストン美術館（東京）で個展、《山幸彦の物語》三部作（フレスコ）　（一部を小作品化）
《イタリアの印象》（フレスコ）（藤沢市像）、バチカン美術館模写作品などを発表。
- 1959年 - 古屋旅館（熱海市）温泉プール「宇宙風呂」にフレスコ壁画《星座の神話》を弟子の学生、伊藤忠男、中山竹史、沼沢均作、本間洋一、佐久野正堂らと制作する。

第二回日展に《シニョリーナ・マヌカン》（フレスコ）を出品し、後に《ファッションモデル》と改題する。
- 1960年 - 第20回国民歌劇協会公演オペラ『細川ガラシア』の美術を担当。日本聖殉教者教会の壁画制作によって第8回菊池寛賞を受賞。

武蔵野美術学校の教え子を率いて壁画集団「F・M」を結成し、東京・銀座の文芸春秋画廊で毎年展覧会を開催するとともに、様々な公共的な場所での共同作業を展開する。
第三回日展に《天正少年使節》（フレスコ）を出品。千駄ヶ谷の宿泊施設「東京青年文化会館」（修養団）の竣工にあたり、フレスコ壁画≪旭日富嶽図≫（希望の富士）を 制作。（ストラッポ、修復の上、現在藤沢市所蔵）
- 1961年 - 早稲田大学文学部研究室棟1階エレベータホールに床モザイク画《杜のモザイク》を制作。

ソビエトにおける日本現代美術展に《考古的幻想》（フレスコ）を出品。
- 1962年 - 船橋ヘルスセンターホテル（船橋市）に《人魚》（フレスコ）、《四季のモザイク》を制作。（現在遺失）

第一回国画人協会展に《孤洞》（フレスコ）《いかるがの春》（フレスコ）を出品。
アリタリア-イタリア航空の就航記念招待で渡伊。日本二十六聖人列聖百年祭に参列。教皇ヨハネ23世に拝謁。
- 1963年 - 東松山カントリークラブに壁モザイク《彩雲》を制作。（現在遺失）

日生劇場（東京・日比谷）ピロティ床モザイクを他の作家と分担制作。日本美術家連盟理事となる。
- 1964年 - 文化女子大学教授に就任

旧国立霞ヶ丘競技場陸上競技場玄関に床モザイク《悠久（宇宙）》、メインスタンド正面に壁モザイク《勝利》（野見宿禰像）、《栄光》（ギリシャの女神像）を制作する。（現在、国立競技場東ゲート青山門の両側に、修復の上移設）
静岡市の旧シャンソンビルにフレスコ画《香の華》を制作。浜松市・鴨江寺の旧国際仏教会館にフレスコ画《寂光》を制作。（現在遺失）
仙台・三越で個展、《山の上の街》（フレスコ）などを発表。
- 1965年 - 第24回カトリック美術協会展（日本橋・三越）、《耳をそがれた聖三木パウロ》（フレスコ）などを出品。

オペラ『細川ガラシア』の美術を担当
日本二十六聖人記念館（長崎市）に《聖フランシスコ・ザビエル像》（フレスコ）を制作
- 1966年 - 心臓病で東京女子医大病院へ入院
- 1967年 - 日本二十六聖人記念館に《長崎への道》（フレスコ）を制作。

6月24日 - 妻ヨシノを同道しイタリアへ渡り教皇パウロ6世に拝謁して《暁のマリア》（日本画）を献上。
6月30日 - ローマで脳溢血発病。7月3日 - 午前5時、脳溢血のため、メルチェ-デ病院（ローマ）にて死去。
7月7日 - 彫刻家ペリクレ・ファッツィーニの指揮のもと、チヴィタヴェッキアの日本聖殉教者教会において葬儀。
7月11日 - 遺体が飛行機で空輸され、聖イグナチオ教会（東京・麹町）において葬儀。　　　　　　　　　　　　　　没後、従五位勲四等に叙され、「旭日小綬章」追贈。
- 1968年 - 路可の下絵を基に「F・M」会員によってベネツィアの工房で制作された《華の聖母子像》がイスラエル・ナザレの受胎告知教会に献納される。
- 1972年 - 教皇パウロ6世から、祝福書が贈られる。親交のあった彫刻家ペリクレ・ファッツィーニ氏から「我が友　長谷川路可へ、みまかりののちも、私の愛と尊敬のすべてをこめて」という銘文とともに「長谷川路可のためのキリスト像」が遺族へ送られる。レプリカがカトリック府中墓地に置かれ、作品は遺族が所蔵している。

長谷川路可は美術家として極めて多角的な活動に携わった。

### 日本画家として
路可の父・杉村清吉は、東京・芝で糸組物を生業とし、洋風のカーテン地とともに、内閣府賞勲局の大給恒の下で勲章の布の部分である綬（じゅ）の製造販売に当たっていた。明確に美術に関心を持ち作品が残っているのは中学校時代からで、カトリック入信時の洗礼名が画家の守護聖人ルカ。この時代の作品は水彩、油絵が中心だが、暁星中学校卒業後、渡邊華石に師事し、南画を習得している。東京美術学校（現・東京藝術大学）日本画科に入学し、大和絵の松岡映丘に師事してからは、大和絵（国画）に専心する。卒業制作が《流さるる教徒》であることからも分かるように、路可はこのとき既に、日本画でキリスト教世界を描くという自らのスタイルを確立させている。
東京美術学校卒業直後には、一転して若き日の憧れを抱いて、大戦間のパリに遊学する。西洋絵画を学んですぐに頭角を現すことになるが、西域壁画を模写する仕事で日本画の源流といったものを肌で感じ、アール・デコ博覧会で美術の新しい潮流に触れたことを経て、自らの「青の時代」に終止符を打つように1926年に制作した《南仏海岸風景》は水墨画で、この作品はサロン・ドートンヌ展に入選している。南仏の海辺を訪れたとき故郷の湘南の海を思い出したのだろうか、異国の海岸の風景といったものを、これまでの日本画家の誰も題材にしたことはおそらくなかったろう。日本人の洋画家の多くが西洋の近代的な絵画に追従しようとしていたときに、路可は西洋の古典的なフレスコ画を学び、そして、まるで自分自身を新たに発見するように描いたのが《南仏海岸風景》で、この作品にある洋の東西を超えていく想像力は、路可の日本画の大きな特徴になっていく。
1927年、パリから帰国後は、師・松岡映丘らが結成していた「新興大和絵会」と行動を共にしたが、しばらくは主にフレスコ画を出品していた。1935年、「帝展」の改組で画壇が大きく揺れ、松岡映丘は長年勤めた母校東京美術学校を辞し、同年9月に門下を合わせ「国画院」を結成すると、長谷川路可も結成メンバーの一員となった。1937年「国画院同人第一回展」に路可は《トレドに於ける映丘先生像》（日本画）を出品する。ただ、翌年の映丘の死去により活動が休止したこともあり、「新興大和絵会」の東京美術学校時代の仲間だった遠藤教三・狩野光雅と「三人展」（後に「翔鳥会」と改称）を組織したが、戦況の悪化もあって6年ほどで活動は終了した。
路可は自らを表現するという近代的な芸術家であるとともに、絵を描くことで風景を写し取り、絵を描くことで人に敬意を表し、絵を描くことで人を楽しませることのできた稀有な画家だった。1925年（大正14年）、ブリュッセルの日本大使館で行われた朝香宮鳩彦王のベルギー王室への答礼の晩餐会で、エリザベート王妃の「藤の花を」というご希望をその場で席画して、ものの数分間で描き上げてご覧にいれたという逸話が残っている。
日本画でキリスト教世界を描くというのは、東京美術学校時代から一貫したテーマであったが、中でも1949年に「第十回カトリック美術協会展」に出品し、翌年バチカンが主催し、ローマののサンピエトロで行われた「宣教美術展」に多くの日本人画家とともに出品した二双一曲の屏風絵《受胎告知》（現・教皇庁立ウルバニアーナ大学所蔵）は、左隻に百合の花を捧げる少女のような大天使ガブリエル、右隻に青いガウンを着て書見台の前で腕を交差させてお告げを受け入れる聖母マリアというルネサンス期の巨匠が描いたスタイルを踏襲しながら、日本画らしいシンプルな表現で見事にキリスト教世界を描き出している。
路可の代表作であるチヴィタヴェッキア「日本聖殉教者教会」の天井画《聖母子像》もまた、フレスコ画ではあるものの、その線は日本画そのものである。室町時代の盛装をした聖母マリアと、お稚児さんのような身なりをしたイエス・キリスト。若い頃から修練した日本画の技術と、カトリック信者としての信仰、さらにはおそらく長崎の潜伏キリシタンが信仰したとされる「マリア観音」への共感もあって、この和装の《聖母子像》を作り上げたのに違いない。チヴィタヴェッキアの祭壇画《日本二十六聖人殉教図》にしても、長崎の「日本二十六聖人記念館」の《長崎への道》にしても、フレスコ画でありながら、その表現は日本画のスタイルを踏襲している。路可の日本画家としてのキャリアは、日本画の枠を越えて、フレスコ画の大作へと結実していった。

### 壁画の模写
19世紀末から20世紀初頭にかけて、ヨーロッパ諸国の探検家・東洋学者たちが中央アジア・西域の遺跡を調査し、壁画をはじめ多くの遺物を持ち帰ったことがある。日本画の源泉とでもいうべき貴重な壁画の重要性を感じていた日本の美術史研究家、東京帝國大学の松本亦太郎教授、京都帝國大学の沢村専太郎助教授らは、これらの西域壁画を模写できないものかと考えていた。そこで白羽の矢が立ったのがパリ遊学中の長谷川路可である。その経緯については諸説がある。
路可の話によれば、1924年ブリュッセルで開かれた国際学術会議に松本教授が参加した際、路可が大使館から依頼されて通訳を務めたときにその仕事ぶりが信頼され、松本教授から模写を依頼されたという。路可は留学中の身だからと固辞したが、西域の壁画こそ日本画の源泉という指摘が路可を決断させた。また、路可がルーブル美術館でドラクロワの『タンジールの舞女』を模写をしていたところに東京美術学校教授の結城素明が現れて路可に西域壁画の模写を打診し、折から来仏していた沢村専太郎助教授を紹介したという話も伝わっている。沢村助教授は、路可の模写期間中、作業に付き添って交渉その他のマネージメントを引き受けた。
一般の画家が練習用に模写するのと違い、考古学的な資料として模写するのであるから、「重ね描き」といって直に作品に和紙を重ね、ときにめくって確かめながら写し取るという方法で正確に模写が行われた。足掛け3年、折衝期間などを除いた正味約1年8ヶ月の歳月をかけて、70数点に及ぶ模写が行われた。これらの模写作品は、現在東京国立博物館、東京大学、京都大学、東京芸術大学に分割所蔵されており、特に東京国立博物館では東洋館で定期的に架け替えながら常設展示されている。
路可が模写を行った場所は次の施設である。
- フェルケルクンデ（民族学）博物館（ドイツ・ベルリン）アルベルト・グリュンヴェーデルおよびル・コックによるキジール石窟など。
- 大英博物館(イギリス・ロンドン)　オーレル・スタインによる敦煌。
- ルーブル美術館（フランス・パリ）　ポール・ペリオによる敦煌。
- ギメ東洋美術館（フランス・パリ）　ポール・ペリオによる敦煌。

ベルリンのフェルケルクンデ博物館の収蔵品の多くが、第二次大戦の戦禍のために失われ、戦後に移管されたインド美術館を経てアジア美術館に継承されたものを除き、路可の模写のみが原寸大・彩色史料としては、世界唯一となったものが少なくない。
もう一つのケースは、路可がチヴィタヴェッキアの日本聖殉教者教会の壁画の制作を進めていたときに、ブリヂストンの創業者石橋正二郎の依頼によるものである。自分の使いたい絵の具のためには自らが負担しても構わないという路可の仕事ぶりに感銘した石橋は、バチカン美術館所蔵のポンペイ壁画やルネサンス期の名画のいくつかを模写することを条件に、多額の寄付を申し出た。これらの模写作品は、石橋美術館・ブリヂストン美術館に分けて収蔵され、ブリヂストン美術館の4作品は、館内のティールーム「ジョルジェット」に常掲されていた。

### カトリック画家として
少年・長谷川龍三は1914年、17歳の暁星中学5年の夏休みに北海道北斗市のトラピスト修道院で一夏を過ごした。午前4時に起床し、午後9時の祈りが終わると就寝するという生活。労働修道士にまじって牧草を刈ったり、厨房の仕事や掃除など献身的な生活を続けながら、中沢神父様からカトリックの教えを授かり、同宿した詩人の三木露風からは芸術の尊厳について話を聞かされていたという。そうした体験を経て、その年のクリスマスを前に暁星学校でハンベルクロード神父から受洗し、洗礼名は画家の守護聖人であるルカだった。
東京美術学校日本画科に入学すると、3年生のとき《南蛮寺》を制作、翌年第2回帝展に《エロニモ次郎祐信》を出品し、路可はカトリック画家としての歩みを始める。また、美校在学中、露風には《聖ドミニコ像》（日本画）を白陵号でを贈っている。卒業制作は細川ガラシアを描いた《流さるる教徒》で、この作品から路可という雅号を名乗るようになる。現在、上記《南蛮寺》と共に東京藝術大学大学美術館に収蔵されている。
東京美術学校卒業後からまもなく、23歳で路可は欧州航路でフランスへと渡る。これは憧れのパリに行って、念願だった西洋絵画の技法を学ぶつもりで旅立ったのだろう。渡仏した1921年の冬、暁星中学校の先輩岩下壮一から、在欧中の戸塚文郷、小倉信太郎と共に呼び寄せられ、ロンドンで「ボンサマリタン」という修道会を設立する動きと行動を共にしたことがある。早朝からのミサ、労働、夕方の長いお祈りとともに日本への布教を考える毎日だったが、ラテン語の習得に悩む路可に対して、戸塚から「君は君の芸術をもって神様の光栄のために働きたまえ、フラ・アンジェリコのように。」と諭され、岩下からも「君は芸術家として立派に布教できるのだから、神父の職を得て布教につくすより、むしろ専門にカトリック美術を勉強し、芸術をもって生涯を送った方がよい。立体派、キュービズムに影響されずにイタリアの正統画風を学ぶべきだ。」と忠告され、パリへ帰り、芸術活動に専念することになる。
パリに戻った路可は洋画の作品を次々と発表し、サロン・ナショナルやサロン・ドートンヌに入選するほどに頭角を現すが、西域壁画の模写の仕事と「アール・デコ」という新しい美術の潮流に接したことで壁画への興味が生まれ、また岩下の「イタリアの正統画風学ぶべき」という言葉に従うかのように、フレスコ画をフォンテーヌブローの「フレスコ研究所」でポール・アルベール・ボードワンについて修得する。
路可の帰国した1927年は、小田急小田原線の開通した年でもある。小田急電鉄創設者利光鶴松が、長女（伊東）静江の意を受けて東京府下狛江に私的聖堂（後にカトリック喜多見教会となる。）を建設した際、その壁画制作を路可が依頼された。会堂は1928年7月に竣工し、内陣および側壁に長谷川路可による日本最初のフレスコ壁画《聖母子・教会の復活と聖ミカエル・殉教者と聖ザビエル》と《天地創造》が壁面を飾った。この壁画のうち内陣の《聖母子ほか》の壁画だけが、1978年、聖堂の移転改築の際に路可の弟子の宮内淳吉の手によりストラッポされ、喜多見駅前の新しいカトリック喜多見教会小聖堂に10年後に復元された。壁画完成後、路可は大和絵画家らしく『喜多見教会縁起絵巻』という長尺の絵巻物も制作し、1929年の第9回《新興大和絵会展》に出品している。このことがきっかけで、1929年、小田急江ノ島線開通に際して南林間駅前に伊東静江が開いたミッション・スクール大和学園高等女学校の図画担当講師に招聘された。2013年7月、カトリック喜多見教会の閉鎖に際し、《聖母子ほか》と《喜多見教会縁起絵巻》は学校法人大和学園聖セシリア（大和市）に寄贈され、現在同学園が所蔵している。
1928年に黒澤武之輔、木村圭三、佐々木松次郎、近藤啓二、小倉和一郎とともに理事として「カトリック美術協会」を結成。1932年の第1回「カトリック美術協会展」より、渡伊前年の第10回展までほぼ連続して日本画を出品し、中心的な役割を果たした。鵠沼時代の路可は、鎌倉の天主公教会大町教会（現・カトリック由比ガ浜教会）に在籍し、片瀬の山本家の仮聖堂でのミサにも出席した記録がある。1937年、この地にカトリック片瀬教会が建設されることになった。聖堂の建物は純日本風の建築様式にすることになった。一見寺社風の聖堂が1939年の「聖ヨゼフの祝日（3月19日）」に献堂された。この時点で路可は既に目白へ移っていたが、聖壇両脇の床の間を飾る《エジプト避行》、《ルルドの聖母》（これは1946年路可筆の《聖家族》に架け替えられた）の掛け軸と、礼拝室両側に《十字架の道行き》の14面の色紙、さらに司教館玄関に飾られている扇面《宣教師》を描いている。この他、各地の教会のために描いた日本画の作品としては、名古屋市カトリック南山教会の《信徒》（1940年）、鹿児島カテドラル・ザビエル教会にザビエル渡来400年記念絵画として描いた《臨終の聖フランシスコ・ザビエル》、《少女ベルナデッタに御出現のルルドのマリア》、《聖ザビエル日本布教図》（1949年）が知られている。
カトリック画家、長谷川路可の生涯最大の仕事はイタリア チヴィタヴェッキア市の日本聖殉教者教会聖堂の内部装飾である。1950年、聖年に際してバチカンを訪れた路可は、同年の8月、既に金山政英駐バチカン代理公使の紹介で、松風誠人を介して、日本聖殉教者教会の壁画制作を依頼されており、翌年の年頭から下絵の制作に取りかかった。夏には現地入りし、フレスコ壁画制作に着手する。清貧を重んじる修道院の中の生活である。「朝は未明の鐘とともに起き、スパゲッティの繰り返される貧しい食卓に長い祈りの後のイタリア語の談話に耐え、心おきなく語り合う友人もないただ一人の日本人として、この長い期間を身にしみて異郷にある思いをした。（朝日新聞昭和32年9月15日）」こうした環境の中で、足場組みなどは現地の職人に手伝わせたが、祭壇画、天井画の制作は独力で進められた。
こうして祭壇画《日本二十六聖人殉教図》と天井画《聖母子像》《アッシジの聖フランチェスカ像》《聖フランシスコ・ザビエル像》《聖フェルミナ像》《支倉常長像》などが出来上がったところで、1954年10月10日、コスタンティーニ枢機卿を迎えて、路可が後に「生涯最良の日」と記した壁画完成の祝別式が挙行された。そこに列席したのはイタリア側はチヴィタヴェッキア・タルクイニア教区長ジュリオ・ビアンコーニ司教、フランチェスコ・ダンジェリ修道院長、ジアチント・アウリッチ元駐日大使、宗教に否定的だったイタリア共産党のチヴィタヴェッキア市長レナート・プッチ、在外外交官など日本側からは原田健駐イタリア大使夫妻、井上孝治郎駐ヴァチカン公使夫妻、パリ美術家連盟の関口隆志画伯などが参列し、また、高松宮様からはご紋付きの祭壇掛けが贈呈された。さらには日伊合作オペラ映画「蝶々夫人」に出演するためにローマに滞在していた女優の八千草薫、東郷晴子、歌手の田中路子ほか、宝塚歌劇団の女優15名が着物姿で参列し花を添えたという。その席で路可はフランシスコ会から「ビアン・フェザンス」（傑出した後援者）という称号を受け、またチヴィタヴェッキア市からは名誉市民に推挙された。
コスタンティーニ枢機卿はその祝辞の中で、殉教者たちの信仰を表す表現の深さ、少年を含む殉教者の示した一途な信仰や日本人の神秘性を称賛し、「祭壇の周囲に描かれたこの壁画が、感動すべき日本信徒の殉教をわれらに知らせたばかりではなく、画家がイタリアで学んだ技術を立派な形でわれらに示したことに注目しなければならない。」と述べ、東西の文化交流が結実し、日本画の技法とフレスコ壁画が巧みに融合したこの壁画の美術上の卓越さを指摘すると、参列した一堂に深い感銘を与えた。その後路可は、ウルバニアーナ大学（ローマ）の神学部礼拝堂に聖フランシスコ・ザビエルの生涯を描いたフレスコ壁画の連作《イグナチオ・ロヨラとのパリ時代》《リスボンでの乗船》《インドでの説教》《日本での僧侶への洗礼》《中国・上中島での臨終》を制作し、帰国したのは1957年8月だった。
カトリック画家、長谷川路可の生涯最後の仕事は、長崎市の西山刑場跡に建てられた日本二十六聖人記念館における制作である。1966年に壁画《聖ザビエル像》を制作したところで心臓病で東京女子医大病院へ入院、翌年、フレスコ壁画《長崎への道》を制作、これが大作としては遺作となった。
路可はその生涯の中で、さまざまな絵画（日本画）をバチカンに献上し、《切支丹曼荼羅》（1927年）《ゲッセマネ》（1934年）《切支丹絵巻》三巻（1951年）《暁のマリア》（1967年）は現在バチカン宣教民族美術館に所蔵されている。1927年、長崎司教区のヤヌアリオ早坂久之助師の、日本人として初の司教への叙階を表慶した≪切支丹曼荼羅≫は、「日本のカトリック信徒よりローマ法王ピオ11世に贈る」として描かれたもので、大和絵風の画面に和装の聖母子が天女のように降臨し、帆船に乗って日本にたどり着いた宣教師や、南蛮寺で信徒になった人々、迫害されるキリシタンといった日本の「切支丹」の歴史を一枚の絵に描きこんだもので、路可のその後のスタイルを確立したメルクマークとなる代表作である。おそらく大和絵という和の感覚と、キリスト教世界が融和することを確信した作品だったろう。最後に献上した≪暁のマリア≫も、天女のようなマリアが雲に乗ってイエスを抱きながら降臨する作品だった。路可の示した、布教した国々にはそれぞれの国の聖母子像があるという考えは、「宣教美術」を後押しするバチカンの枢機卿や大司教の目指した美術のあり方であり、その後、イスラエル・ナザレの受胎告知教会で各国の聖母子像を展示するという企画へとつながっていく。なお、日本からは1968年、路可の下絵を基に「F・M」会員が≪華の聖母子≫という作品を作り献上している。また、バチカンの「宣教民族博物館」では、路可の作品がしばしば展示されている。

### フレスコ、モザイク壁画のパイオニア
長谷川路可は日本におけるフレスコ、モザイク壁画のパイオニアとして活躍した画家である。フランス遊学でポール・ボードワンから伝統的な手法を学んだあと、日本聖殉教者教会の壁画を制作しながらローマ美術アカデミーのフェルッキオ・フェラッツィにアドヴァイスを受け、また現地の美術家ニコラ・アロッチらとも親しく交流しながら、フレスコ技術の習得に努めていった。
初めての渡欧から帰国後間もない1928年、旧カトリック喜多見教会の前身に当たる伊東家聖堂に日本初のフレスコ壁画を制作した。以来、路可の制作した壁画・床絵・天井画などの次の作品が記録に残っている。
- 1928年 - 狛江町（東京）の伊東家聖堂に《聖母子像・教会の復活と聖ミカエル・殉教者と聖ザビエル》（フレスコ：旧カトリック喜多見教会に移設後、現在、大和学園聖セシリア八角堂に移設）。≪天地創造≫（フレスコ：建物の解体と共に遺失）
- 1931年 - 早稲田大学理工学部建築学科の研究室（東京、新宿区）に《アフロディーテ》（フレスコ：建物解体により一部を修復後、現在文学部新33号館に移設展示）
- 1933年 - 徳川義親侯爵邸（東京、豊島区）玄関ホールに《狩猟図》、食堂に静物画》（建物の長野県野辺山への移設に際し、一部フレスコをストラッポ保存）
- 1935年 - 徳川生物研究所（東京、豊島区）、現財団法人徳川黎明会《天井画》（板絵・現存）
- 1938年 - 尾張徳川家納骨堂（瀬戸市定光寺）。（フレスコ：現存）
- 1938年 - 文化服装学院大講堂（東京、渋谷区）。《西洋服装史》（フレスコ：戦災で焼失）
- 1939年 - 藤山工業図書館（東京、港区）。《啓示と創造》、《科学と芸術》（フレスコ：建物解体により遺失）
- 1941年 - 日本大学江古田校舎講堂（東京、練馬区）。題名不詳（天平時代の壁画を題材）（フレスコ・建物解体により遺失）
- 1942年 - 所在不明。《星港陥落記念》。（フレスコ・戦災で焼失）
- 1950年 - 夢想山 本眞寺（藤沢市）。《歩む釈迦像》（水墨板絵・現存）
- 1951年 - 1957年 日本聖殉教者教会（イタリア、チヴィタヴェッキア）。　　　　　　　　　　　　　　　　　　　　　祭壇画：《日本二十六聖人殉教図》全五面　　　　　　　　　　　　　　　　　　　　　　　　　　　　　　　　　　天井画： 《聖母子像》《アッシジの聖フランチェスコ像》《聖フランシスコ・ザビエル像》《聖フェルミナ像》《支倉常長像》

側廊小壁画： ≪聖ペトロと聖パウロ≫≪聖ヨセフ≫≪アッシジの聖フランチェスコ≫
≪聖処女マリア≫≪みこころのキリスト像≫≪パドヴァの聖アントニオ≫　（フレスコ・一部モザイク・現存。雨漏りの影響を受けて亀裂が入り天井画の損傷が心配される）
- 1955年 - ウルバニアーナ大学(イタリア、ローマ)神学部礼拝堂。壁画：フランシスコ・ザビエルの生涯≪聖イグナチオ・ロヨラとのパリ時代≫≪リスボンでの乗船≫≪インドでの説教≫≪日本の僧侶への洗礼≫≪中国・上中島での臨終≫（フレスコ・現存）

- 1958年 - 旧岩国市庁舎壁画。《繁栄》（モザイク・建物解体により一部を移設保存）
- 1959年 - 古屋旅館大浴場（熱海市）。《星座の神話》（フレスコ・改装された駐車場にて公開）
- 1960年 - 武蔵野美術大学3号館（東京、武蔵野市）。『題名不詳（壁画集団F.M.練習用習作）』（フレスコ・現存）　東京青年文化会館（東京、渋谷区≪旭日富嶽図≫（希望の富士）（フレスコ・ストラッポ・修復の上、藤沢市役所に展示）
- 1961年 - 早稲田大学33号館1階エレベータホール床（東京、新宿区）。《杜のモザイク》（モザイク・建物解体により新校舎に移設）
- 1962年 - 船橋ヘルスセンターホテル(船橋市)。《人魚》（フレスコ・建物解体により遺失）、《四季のモザイク》（モザイク・建物解体により遺失）
- 1963年 - 東松山カントリークラブ（東松山市）。《彩雲》（モザイク・建物解体により遺失）
- 1963年 - 日生劇場（東京、千代田区）ピロティ床、大理石モザイクを共作（モザイク・現存）
- 1964年 - 国立霞ヶ丘競技場陸上競技場正面玄関床（東京、新宿区）。《悠久》（モザイク・ケーブル増設工事により遺失）
- 1964年 - 国立霞ヶ丘陸上競技場メインスタンドエレベーター棟（東京、新宿区）。《勝利》（野見宿禰像）≪栄光≫（ギリシャの女神像）（モザイク・現在、国立競技場東ゲート青山門に移設）
- 1964年 - 大成化学相模原中央研究所（相模原市）。《幽玄》（モザイク・建物解体により遺失）
- 1964年 - 国際仏教会館（浜松市鴨江寺）。《寂光》（フレスコ・遺失）
- 1964年 - シャンソンビル（静岡市）。《香の華》（フレスコ・損傷により遺失）
- 1965年 - 日本二十六聖人記念館（長崎市）。《ザビエル像》（フレスコ・現存）
- 1967年 - 日本二十六聖人記念館（長崎市）。《長崎への道》（フレスコ・現存）

これらの壁画作品は、動かせず展覧会などに出品することができない上、作家自身の自由意志だけでは制作できない。また建造物の一部であるから、建築主および建築家との連携、信頼関係が必要となる。今井兼次、村野藤吾といった建築家と親交を持っていた路可は、極めて恵まれていた。
イタリアから帰国する1957年までの壁画作品を、路可はほとんど独力で制作したようだ。帰国した時、路可は60歳を迎えていた。壁画を制作するには、数メートルの櫓を組み、立ったままの制作となり、天井画ともなればさらに無理な姿勢を強いられ、体力的にも相当大変な作業に違いない。1958年、武蔵野美術学校本科芸能デザイン科講師となった路可は、服装史を担当しながら、1960年、油絵科などの学生にも呼びかけて壁画集団「F・M」を結成した。「F・M」とはフレスコ、モザイクを意味する。以後の壁画制作のほとんどは「F・M」の学生を指導しながらの共同制作となった。フレスコの場合は自ら筆をとることが多かったようだが、モザイクの場合は「ローマンスタイル」というイタリア中世からルネサンスにかけてのシステムを踏襲し、路可が下絵を描き、「F・M」のメンバーが下図の拡大、材料調達、材料作り（石割り）、現場制作のほとんどを担当した。現在、フレスコ、モザイクの分野で活躍する画家の多くがここから育っていった。
戦前の日大芸術科でフレスコを教えていたときから、学生達と「日本フレスコ画協会展」を開くなど、フレスコ画による展覧会の試みも継続され、ブリヂストン美術館での個展（1958年）、文芸春秋画廊での「F・M展」（1960年〜）などでは、路可はフレスコ画の可能性を広げていくような斬新な試みを展開した。日本の神話を題材にした≪山幸彦のものがたり≫三部作、日本の古代をモチーフにした≪考古的幻想≫≪いかるがの春≫、ラスコーの壁画からイメージした≪孤洞≫、同時代の洋画を意識したような≪イタリアの印象≫≪ファッションモデル≫、さらにはプロレタリアアートを意識したような≪斧を持つ男≫なども制作されている。これらの作業は、フレスコ画を同時代のアートとして普及させていきたいという路可の思いが、作品として現れてきたものだろう。
フレスコ画やモザイク画は、本来、建築と同様の耐久性を期待して開発された技法である。ところが、建築に対する西洋と日本の意識の違いもあるのか、既に遺失してしまった路可の作品が相当数に上る。戦災は致し方ないにしても、建物解体によるものがかなり多い。路可がイタリア時代に新技法として学び、日本に伝えた「ストラッポ」というフレスコ画面の剥ぎ取り補修技術によって保管されている作品もあるが、絹や紙の作品より多くが既に失われているのが現実である。路可の代表作である、イタリア・チヴィタヴェッキア市の「日本聖殉教者教会」内部の壁画も、雨漏りなどの要因で天井の壁に亀裂が入るなど修復の必要性があることが、崇城大学の有田巧教授や、東京文化財研究所の前川佳文の調査によって指摘されている。なお、路可の代表作である旧国立競技場メインスタンドの《勝利》と《栄光》は、分割して壁ごと切り出されたあと、日本スポーツ振興センターの倉庫に保管されていたが、現在、新しくできた国立競技場の東ゲート（青山門）に設置されている。

### 服飾史教育者
路可はフランス遊学時代、エコール・デュ・ルーヴルの西洋服装史専科でも研修している。アールデコ博で建築や装飾、家具や服飾といったものまでもアートの領域になるという新しいアートの潮流を間近に感じたことからきたことだったのだろう。ファッションの中心地、パリで本格的な西洋服装史を学んだ日本人は当時希有な存在だった。鵠沼から目白に居を移すのと相前後して財団法人並木学園が開設した文化服装学院から招聘を受けた。これには壁画模写を依頼した松本亦太郎教授の口利きがあったともいわれている。以後、文化服装学院とは終生関係の深い存在だった。1950年、財団法人並木学園が文化女子短期大学を開設した際、初代学長に徳川義親候が就任したことも、路可の存在なしには考えられない。チヴィタヴェッキアでの制作期間、当然、休職にはなったが、路可の勤務先、文化服装学院の対応は寛大だった。イタリアはファッションの先進国である。想定を超える長期欠勤となった路可を学院の発行する『装苑』、『すみれ』の特派記者という扱いで、定期的に記事を送稿することを条件に、留守宅に給料を届けたのである。1971年、フランスから当時のファッションの中心人物だったピエール・カルダンが来日したときには、文化学園で通訳も含めて同行した。
長谷川路可の教職歴
- 1929年 - 1936年？ 大和学園高等女学校講師、図画を担当
- 1937年 - 1967年 - 文化服装学院講師、服装美学・服装史を担当。
- 1939年 - 1941年 - 共立女子専門学校講師、服装史を担当
- 1939年 - 1944年 - 日本大学専門部芸術科（現・芸術学部）講師、日本画・フレスコを担当
- 1940年 - 1948年 - 東京家政専門学校講師、服装史を担当
- 1946年 - 1949年 - 恵泉女学園高等部講師、服飾史を担当
- 1950年 - 1964年 - 文化女子短期大学教授、服飾史を担当
- 1958年 - 1967年 - 日本女子大学講師、服装史を担当
- 1958年 - 1961年 - 武蔵野美術学校本科芸能デザイン科講師、服装史を担当
- 1959年 - 1966年 - 昭和女子大学短期大学部講師、服装史を担当
- 1962年 - 1967年 - 武蔵野美術大学特任教授待遇となる
- 1964年 - 1967年 - 文化女子大学教授に就任

## エピソード

### 長谷川路可が出会ったビッグネーム

#### 拝謁したカトリック教皇
日本のカトリック平信徒で4人の教皇に拝謁した人物は稀であろう。
- 教皇ピウス11世　1930年に拝謁。
- 教皇ピウス12世　1951年に拝謁、《切支丹絵巻》を献上。
- 教皇ヨハネ23世　1962年に拝謁。
- 教皇パウロ6世　 1967年に拝謁、《暁のマリア》を献上

#### 鵠沼での出会い
路可の実家ともいえる旅館東屋は「文士宿」の異名を持つ。
- 谷崎潤一郎 - 「谷崎先生が長い間あづまやの離れ座敷に滞在して小説を書いていた。わんぱく盛りの私は、よくのぞきにいってお菓子を貰った。（『随筆サンケイ』昭和39年3月）」
- 久米正雄・芥川龍之介 - 「久米さんや芥川さんもよく来ていた。（同上書）」芥川は渡仏前、久米は帰国後に出会ったはずである。
- 岸田劉生 - 「岸田劉生先生が来ておられるころ、写生に出かける時、ついていって叱られたことがあった。それでも強情に仕事ぶりを見ていた。帰りには絵の具箱を持たされて得々としたものである。（同上書）」
- 大佛次郎 - 路可は、1929年の1月から12月まで大佛が國民新聞に連載した時代小説『からす組』295回分の挿絵を担当し、前後篇に分けて出版された単行本の装幀・口絵も路可が手がけている。

#### フランス留学時代の出会い
- 朝香宮鳩彦王・安達峰一郎・三浦環 - 1921年摂政宮（後の昭和天皇）訪欧の返礼として、ブラッセル日本大使館大晩餐会にベルギー王室を招待した折に随行。三浦環はアリアを歌い、エリザベート妃から「藤の花を」と注文を受けた路可は、たちまち幾房かの藤の花に飛び去る燕を添えて描き上げた。
- ヒンデンブルク大統領・小室翠雲 - 1925年「ベルリン日本美術展」開会式にて。
- フォッシュ元帥・田中舘愛橘 - 1926年「パリ国際航空委員会議」にて。

#### 後援者
- 徳川義親 - 路可との関係のきっかけは、1921年フランス留学の往路、賀茂丸の船上に乗り合わせたことだといわれる。1933年、目白に英国風の邸宅を新築した際、階段室と食堂にフレスコ画を描かせた他、インテリアのデザインを任せた。続いて1935年には徳川生物学研究所に天井画を描くことになる。同年、路可が東京に初めはアトリエを、後に住居を建築することになる土地を求めた際、造成していた分譲地の中で、かねて保留していた、自己の屋敷への通路に当たる隣接区画を譲っている。1938年には瀬戸市定光寺にある尾張徳川家納骨堂の壁画としてフレスコの仏画を描くことを任せた。1950年、財団法人並木学園が文化女子短期大学を開設した際、初代学長に就任し、イタリアに長期滞在することになった路可を支援し、留守家族への配慮をはかった。
- 藤山雷太 - 一説によると路可の母=たかの独身時代からの知己ともいう。路可の作品を多数買い上げたのみならず、1939年に藤山工業図書館を建築したとき、その内壁に壁画を制作させた。
- 石橋正二郎 - チヴィタヴェッキアでの路可の仕事ぶりに感銘し、バチカン美術館所蔵のポンペイ壁画や名画のいくつかを模写することを条件に、多額の寄付を申し出た。
- 渋沢敬三 - 1952年の夏にチヴィタヴェッキアを訪れ、帰国後多くの財界人に呼びかけて「長谷川路可に金を送る会」を開催した。イタリアへの送金の一方、留守宅への配慮も忘れなかったという。

#### イタリア時代に交流した人々

##### 彫刻家
- ペリクレ・ファッツィーニ - 路可の死の床に真っ先に駆けつけ、夫人を慰めると共に葬儀の手配の陣頭に立った。路可の死を悼み、『長谷川路可のためのキリスト像』を制作して贈った。この像のレプリカは、府中カトリック墓地の長谷川路可墓所に建てられている。

##### 映画人
黒澤明の『羅生門』が1951年のヴェネツィア国際映画祭で「金獅子賞」を受賞し、その試写会がローマで開かれた時、名監督ヴィツトリオ・デ・シーカと隣席になり、話を交わしたことをきっかけにイタリア映画人との交流が深まった。
- ヴィットリオ・デ・シーカ、ロベルト・ロッセリーニ、イングリッド・バーグマンとの交流は特に親密だったようである。

##### チヴィタヴェッキアでの制作見学者
長谷川の制作期間中、作業場の足許には下絵が置かれていた。この作業を見学に訪れた人々は、下絵の余白に感想や激励の言葉や署名を残すのが慣例になっていた。すなわち、下絵が芳名録になっていた。漢字で書かれた日本人の名だけでも200名を越す。当時は1950年代であり、1ドルが360円で、外貨持ち出しが厳しく制限されていたことから、ローマを訪れる日本人は限られていた。
- 濱尾文郎
- 田村泰次郎
- 庄野英二
- 園田直
- 神原泰
- 宮本三郎
- 内村直也
- 柳宗玄
- 西村計雄
- 野上素一
- 石川達三
- 池島信平
- 山口淑子
- 矢代幸雄
- 渋沢敬三
- 芹沢光治良
- 水島三一郎
- 平林たい子
- 土井辰雄
- 藤浦洸
- 石橋正二郎
- 湯川秀樹
- 湯川スミ
- 黒澤隆朝
- 三谷隆信
- 松井明
- 徳川夢声
- 田中千代
- 南喜一
- 田村孝之介
- 川口松太郎
- 三益愛子
- 溝口健二
- 田中絹代
- 川喜多長政
- 依田義賢
- 谷川徹三
- 増村保造
- 中川一政
- 嘉治隆一
- 藤倉修一
- 古畑種基
- 丸岡明
- 喜多実
- 粟谷菊生
- 香川京子
- 野尻清彦（大佛次郎）

## 代表作
- 《流さるる教徒》1921年、東京美術学校卒業制作、東京芸術大学大学美術館所蔵
- 《切支丹曼陀羅》1927年、バチカン布教民族博物館所蔵
- 《聖母子・教会の復活と聖ミカエル・殉教者と聖ザビエル》1928年、日本初のフレスコ壁画、大和学園聖セシリア所蔵
- 《受胎告知》1949年　二双一曲の屏風絵　バチカンの「布教美術展」（1950年）に出品　教皇庁立ウルバニアーナ大学所蔵
- 《日本二十六聖人殉教図》祭壇画、《聖母子像》ほか天井画 1954年《アッシジの聖フランチェスカ》ほか小祭壇壁画 1957年、日本聖殉教者教会イタリアチヴィタヴェッキア
- 《勝利》（野見宿禰像）《栄光》（ギリシャの女神像）1964年、旧国立霞ヶ丘競技場陸上競技場メインスタンド壁モザイク　現在、新国立競技場置されている。
- 《長崎への道》1967年、遺作、日本二十六聖人記念館所蔵
イスラエルナザレの受胎告知教会所蔵の《華の聖母子》は、長谷川路可の作と表示されているが、路可は下絵を描いた段階で死去し、没後、原田恭子らの弟子たちによってヴェネツィアの工房を借りて制作され、分割して船便で輸送し、イスラエルの職人によって壁面に貼り付けられたものである。

## 著作
- 岡倉覚三（著）、Mourey, Gabriel（共訳） "Le livre du thé". A. Delpeuch, Orientales series, 1927. NCID BA17827704
- 『美術に現れたる服装乃話』文化服装学院すみれ会出版部、1942年
- 『服装の美學　デザインの仕方』東京生活社、1947年初版
- 『図解服装史』草美社、1948年
- 『服装の移り変り』中田満雄（共著）東海書房、1958年。1988年第9版。
- 『図解服装の移り変り』中田満雄（共著）、デザインセンター、1958年
- 『デザイン講座』文化服装学院出版局、1962年
- 『図解服装の移り変り　西洋篇・日本篇』中田満雄（共著）、東海書房、1967年
- 『長谷川路可画文集』求龍堂、1989年、ISBN 4763089137　没後、遺族らが編纂。

児童書の挿絵
- 野村愛正（著）『少年フイリッピン史』宋栄堂、1942年。国立国会図書館オンライン
- 佐藤春夫（著）『日本文學選』画家（鴨下晁湖、長谷川路可、吉田貫三郎）、新潮社〈新日本少年少女文庫〉、1942年
- 比屋根安定（著）『聖ザビエル伝』、朝日新聞社、1949年。国立国会図書館オンライン
- 巌谷小波（著）『ひつじ太鼓』、三十書房〈日本童話名作選集〉別巻1、1954年。国立国会図書館オンライン
- 窪田文雄『南洋の子供たち』、東亜堂